# Avasa (jezero)
Avasa  je etiopsko slatkovodno jezero u Velikoj rasjednoj dolini u regiji Južnih naroda, narodnosti i etničkih 

grupa,  udaljeno oko 270 km južno od glavnog grada Adis Abebe. 

## Zemljopisne osobine
Jezero Avasa dugo je 16 km, te široko 9 km, ukupne površine od 129 km², najveće dubine 10 m. Leži na nadmorskoj visini od 1,708 m. Na jugoistočnoj obali jezera nalazi se grad Avasa.

## Povijest
Kako je Avasa jedno od najdostupnijih jezera Velike rasjedne doline ono je i najviše proučavano od svih etiopskih jezera.
Na osnovu brojnih studija, znanstvenik William Taylor, član Istraživalačkog tima za afrička jezera i rijeke, sa Sveučilišta Waterloo, zaključio je da jezero Avasa, unatoč tome što nema vidljivi površinski odljev, "u biti slatkovodno jezero (alkalnost mu je manja od 1.000 ) što ukazuje da to da negdje mora imati podzemni odljev".

## Vanjske poveznice
- ILEC Database entry for Lake Awassa (engl.)